# Dracula Untold
Dracula Untold är en amerikansk film som är baserad på Bram Stokers roman Dracula, i regi av Gary Shore med Luke Evans och Sarah Gadon i huvudrollerna. Filmen hade biopremiär i oktober 2014.

## Rollista (i urval)
- Luke Evans – Vlad Tepes/Greve Dracula
- Sarah Gadon – Mirena
- Dominic Cooper – Mehmet II
- Samantha Barks – Baba-Jaga
- Charlie Cox
- Will Houston – Vlad Senior
- Ferdinand Kingsley – Hamza Bey
- Dilan Gwyn – Governess
- Zach McGowan – Shkelgim
- Art Parkinson – Ingeras
- Ronan Vibert – Simion
- Diarmaid Murtagh – Dimitru